# Łuhy
Łuhy (ukr. Луги) – wieś na Ukrainie w rejonie rożniatowskim obwodu iwanofrankiwskiego.